# Batalla de Melitene (576)
La batalla de Melitene, lliurada el 576, va enfrontar un exèrcit romà sota el comandament de Justinià i Curs contra un exèrcit sassànida numèricament superior dirigit per Còsroes I. Com a resultat de la batalla, el rei sassànida va ser ferit i obligat a retirar-se, abandonant el seu exèrcit. La majoria dels soldats del seu exèrcit van morir durant la retirada.

## La campanya de Còsroes el 576

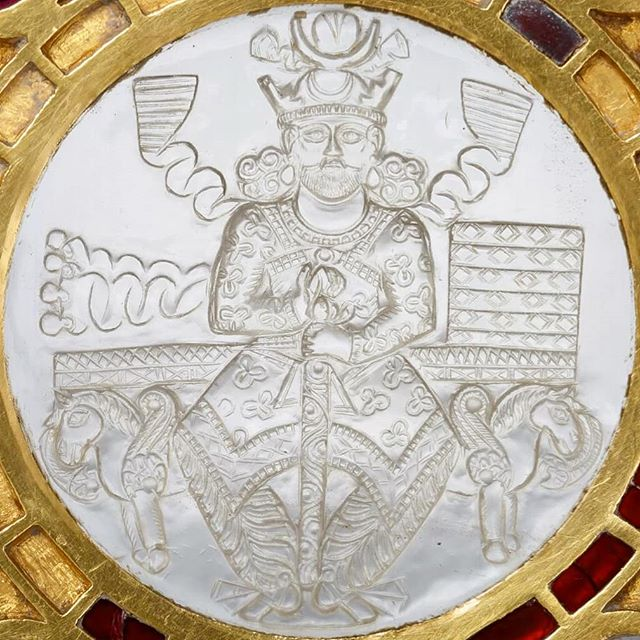
Placa amb la imatge de Còsroes

L'emperador romà Tiberi II va intentar pactar una treva amb Còsroes per guanyar temps per resoldre els problemes de l'exèrcit. Va enviar a Teodor amb l'esperança d'iniciar una nova ronda de negociacions, però va ser agafat desprevingut. A la primavera de 576, Còsroes va atacar la zona on la treva no estava en vigor. Mentre els exèrcits de Curs i Teodor estaven ocupats a l'Albània caucàsica, Còsroes va començar la seva invasió del territori imperial.
El pla de Còsroes era atacar ràpidament mentre els exèrcits romans estaven separats. Va partir cap a Teodosiòpolis, però les forcesromanes, per davant de l'exèrcit de Còsroes, ja havien evacuat aliments i civils. Com a resultat, Còsroes va intentar saquejar Cesarea, però els romans van poder superar els perses. Després va passar a Sebastea i la va cremar. Les tàctiques de guerra de guerrilles dels romans van ser efectives, i quan els esforços de Còsroes van ser frustrats, va començar a moure's cap a Melitene per retirar-se a través de l'Eufrates.

## Forces dels exèrcits

### Exèrcit sassànida

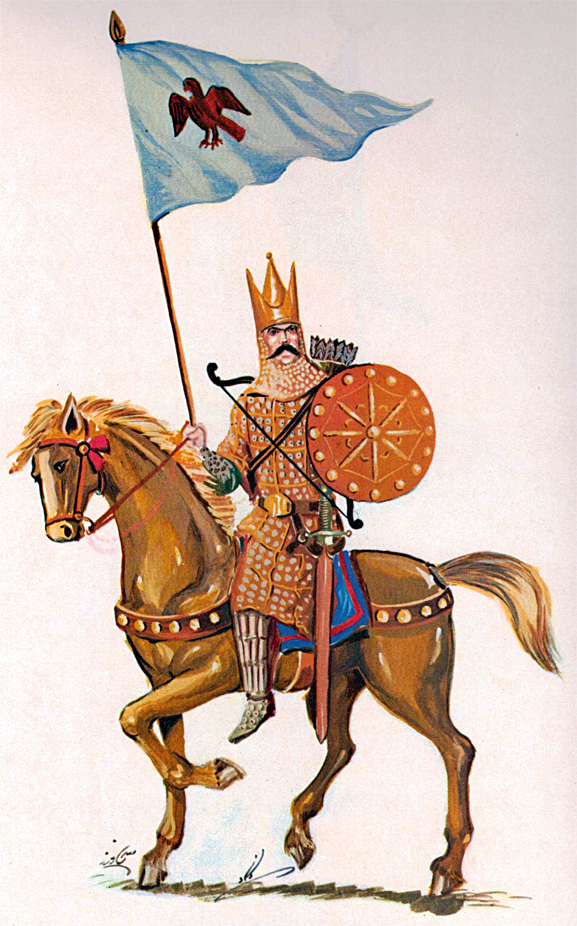
Genet sassànida

És impossible determinar el nombre exacte de les tropes de Còsroes, però es pot fer una estimació. Mitjançant l'anàlisi de fonts que discuteixen la mida de l'exèrcit sassànida en el moment de la captura de Dara, es creu que comandava un màxim de 40.000 genets i uns 50.000 infants.

### Exèrcit romà

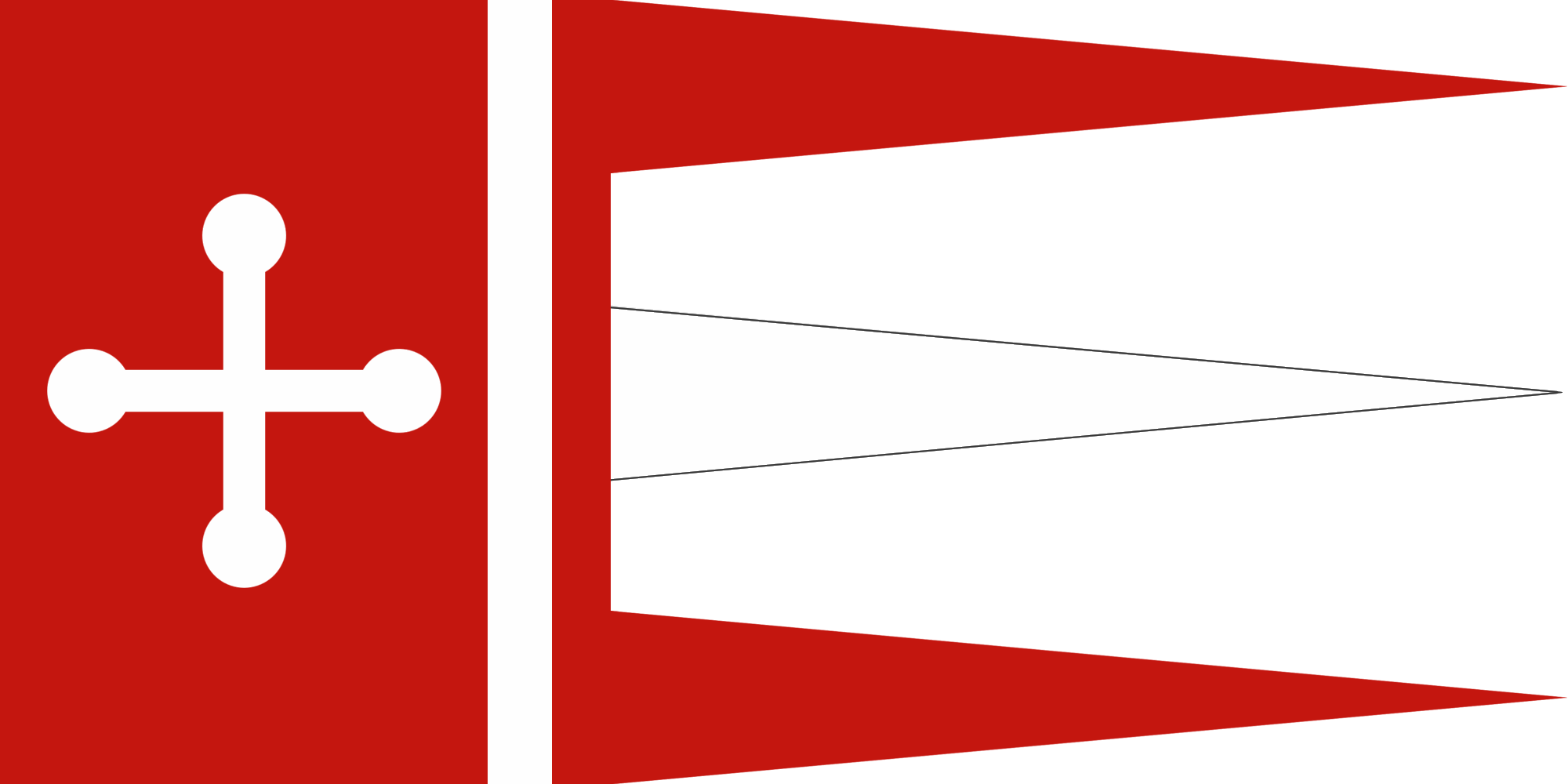
Estendard de la cavalleria romana d'Orient

La versió final de l'Estratègicon de Maurici, que es remunta als anys 590, conté una descripció completa del sistema de cavalleria tardoromana, amb diagrames que daten del període posterior al 575, corresponents a les instruccions dels contemporanis. A partir de l'exactitud d'aquesta perspectiva, es pot afirmar que l'exèrcit de Justinià comptava amb uns 30.000 soldats, i l'exèrcit romà combinat sumava 50.000 soldats. Això suggereix que l'exèrcit de Curs estava format per 20.000 soldats.

## Batalla

### Preparatius per a la batalla
Quan els intents de Còsroes van ser frustrats, va començar a retirar-se cap a Melitene, amb l'objectiu de creuar l'Eufrates. Tanmateix, desconeixia que els exèrcits romans s'havien unit. Just abans de la batalla, els comandants dels dos exèrcits van pronunciar discursos als seus homes.

### L'alineació dels exèrcits
Els perses van situar la seva cavalleria en dues línies, amb la infanteria i el campament situat darrere d'elles. Mentrestant, els romans van utilitzar un estratagema. Van ocultar la segona línia del seu exèrcit: la primera línia es va disposar en formació oberta, amb llances i estendards apuntats cap endavant, fent que la seva línia semblés el més ample possible, mentre que la segona línia formava en formació tancada amb llances abaixades.

### El primer xoc
Quan ambdós exèrcits van avançar per trobar-se, els perses van trobar-se amb el parany. Al amagar la seva segona línia com a reserva els romans van crear una formació més profunda que la persa. Aleshores Còsroes va enviar la seva segona línia als flancs en un intent de flanquejar el petit exèrcit romà, però la segona línia romana va llançar un fort contraatac, fent que els perses es giren i es retiressin de manera desendreçada. No obstant això, els romans, distrets per les riqueses del campament reial, no van perseguir els perses en retirada i van optar per saquejar el campament. Això va permetre a Còsroes reorganitzar la seva infanteria en un quadrat i reformar la seva cavalleria en retirada. Mentre les forces romanes estaven disperses, Còsroes va atacar el campament del nord de Justinià, el va saquejar i el va posar en fuga. Després, el rei sassànida es va dirigir a Melitene i la va saquejar.

### Batalla de Melitene
Utilitzant el conflicte al comandament de l'exèrcit romà, Còsroes va cremar Melitene i estava a punt de creuar l'Eufrates amb el seu exèrcit, però la direcció romana, aparcades les seves diferències, va decidir recórrer a un altre truc. Van desafiar directament el rei sassànida: Alineats prop de Melitene, ambdós exèrcits simplement es miraven, malgrat les provocacions del bàndol romà. A la nit, quan ambdós bàndols es van retirar als seus campaments, els perses van intentar creuar l'Eufrates. Tanmateix, els romans s'havien anticipat a aquest moviment i, quan els sassànides van començar a retirar-se, van llançar un atac, desencadenant una massacre en la qual van morir molts perses. El rei sassànida, ferit, va aconseguir escapar amb només la meitat del seu exèrcit.

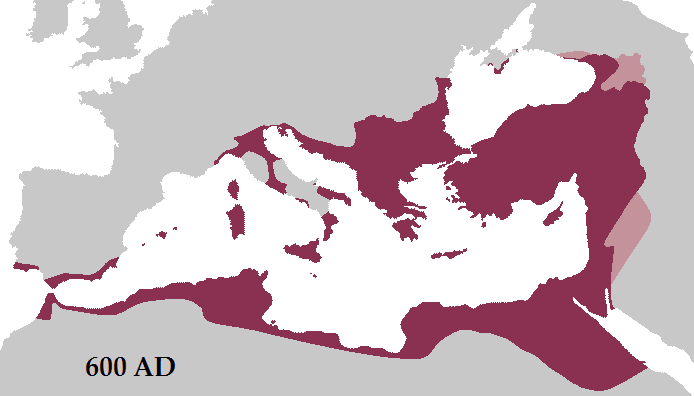
Les fronteres de l'Imperi després de la guerra

## Conseqüències
Després d'aquesta batalla, Còsroes va emetre un decret que prohibia als reis sassànides comandar personalment un exèrcit, tret que fos una batalla contra un altre rei. Els romans van aprofitar la seva victòria i van envair Pèrsia, però un dels exèrcits romans va ser derrotat, morint Justinià en aquesta derrota.